# Млињица
Млињица (слч. Mlynica) насељено је мјесто са административним статусом сеоске општине (слч. obec) у округу Попрад, у Прешовском крају, Словачка Република.

## Становништво
| Година:    | 1994. | 2004.    | 2014.    | 2024.    |
| ---------- | ----- | -------- | -------- | -------- |
| Број људи: | 279   | 383      | 472      | 815      |
| Разлика:   |       | +37,27 % | +23,23 % | +72,66 % |

| Година:    | 2023. | 2024.   |
| ---------- | ----- | ------- |
| Број људи: | 768   | 815     |
| Разлика:   |       | +6,11 % |

Према подацима о броју становника из 2011. године насеље је имало 455 становника.